# Скиту Таркау (Њамц)
Скиту Таркау (рум. Schitu Tarcău) насеље је у Румунији у округу Њамц у општини Таркау. Oпштина се налази на надморској висини од 617 m.

## Становништво
Према подацима из 2002. године у насељу је живело 49 становника, од којих су сви румунске националности.